# Либан на Светском првенству у атлетици на отвореном 2022.
Либан је учествовао на 18. Светском првенству у атлетици на отвореном 2022. одржаном у Јуџину  од 15. до 25. јула осамнаести пут, односно учествовао је на свим првенствима до данас. Репрезентацију Либана представљао је 1 атлетичар који се такмичио у трци на 100 метара.,.
На овом првенству такмичар Либана није освојио ниједну медаљу нити је остварио неки резултат.

## Учесници
Мушкарци:
- Ноуредине Хадид — 100 м

## Резултати

### Мушкарци
| Атлетичар       | Дисциплина | Лични рекорд | Предтакмичење | Предтакмичење | Квалификације | Квалификације | Полуфинале           | Полуфинале           | Финале               | Финале       | Детаљи |
| Атлетичар       | Дисциплина | Лични рекорд | Резултат      | Место         | Резултат      | Место         | Резултат             | Место                | Резултат             | Место        | Детаљи |
| --------------- | ---------- | ------------ | ------------- | ------------- | ------------- | ------------- | -------------------- | -------------------- | -------------------- | ------------ | ------ |
| Ноуредине Хадид | 100 м      | 10,41 НР     | 10,68 кв ЛРС  | 3. у гр. 1    | 10,68         | 9. у гр. 7    | Није се квалификовао | Није се квалификовао | Није се квалификовао | 52 / 67 (71) |        |